# Ulica Gnojna w Warszawie
Ulica Gnojna w Warszawie – nazwa ulicy pochodzi od gnoju wywożonego z koszar Wielopolskich. W 1902 roku nazwa została zmieniona na ulicę Rynkową. Mieściła się tutaj herbatnia Grubego Joska znana z walca Bal na Gnojnej. Ulica zaczynała się od Grzybowskiej przy placu Grzybowskim a kończyła się przy koszarach Wielopolskich (vis-à-vis pałacu Lubomirskich).

## Gnojna 5
Znajdowała się tam bożnica Prywesów; synagoga Hallego.

## Gnojna 7
W przewodniku adresowym z 1870 roku widnieje Jankiel Rosenfried, utrzymujący herbatnię na ulicy Gnojnej 7. W latach 1920 i 1930 miejsce było znane jako kawiarnia (restauracja) U Grubego Joska, o niej w 1934 roku powstał walc apaszowski Bal na Gnojnej. "Gruby Josek" (Józef Ładowski) zmarł 7 października 1932 roku w wieku 32 lat. Kawiarnia była popularna wśród woźniców, handlarzy i tragarzy z Hali Mirowskiej, a także literatów i polityków. Herbatnia u Joska miała dwie niskie sale i wejście przez bramę. Przypuszczalnie wdowa po Josku prowadziła tę kawiarnię (lub sklep spożywczy), bowiem w 1937 roku Nasz Przegląd donosił, że skazano "Marjem Ładowską" na 3 dni aresztu za nieprzestrzeganie godzin handlu. Rodzina Ładowskich mieszkała na Gnojnej 7 aż do wybuchu II Wojny Światowej.
Znajdowała się tu piekarnia Gedali Brandsztetera.